# Palazzo dell'ex collegio aeronautico
Il Palazzo dell'ex Collegio aeronautico è un edificio in stile razionalista sito a Forlì, in piazzale della Vittoria. Attualmente è adibito ad uso scolastico.

## Storia
Il palazzo, destinato ad ospitare il primo istituto aeronautico in Italia, fu edificato per volere di Benito Mussolini e risale al 1937. Si inserisce in una vasta area cittadina destinata ad edifici celebrativi del regime fascista, in quanto Forlì, come "Città del Duce", era destinata ad avere una funzione di rappresentanza.
Il 6 ottobre 1941 Mussolini, in visita in Romagna, presenziò all’inaugurazione del IV anno scolastico e all’intitolazione del Collegio Aeronautico della G.I.L. a suo figlio Bruno, deceduto due mesi prima in un incidente di volo.
Nell'agosto del 1943, esigenze di carattere bellico costrinsero l'Istituto dell'Accademia Aeronautica a trasferirsi presso il Collegio Aeronautico, ove l'Accademia rimase solo fino al 10 settembre, data in cui ogni attività venne sospesa.

## Descrizione
L'edificio, costruito in stile razionalista su disegno di Cesare Valle, presenta due cortili interni e una piazzetta adiacente a piazzale della Vittoria, facenti parte dell'attuale Scuola Media statale Marco Palmezzano. L'edificio, disposto su di una pianta piuttosto complessa, offre diversi ingressi, ma i principali sono due: quello sul piazzale della Vittoria e quello su viale Roma.

### L'ingresso di piazzale della Vittoria
L'ingresso presenta una grande scalinata decorata a mosaico, con due rampe laterali, anch'esse in mosaico. Da qui, si accede ad un atrio i cui muri sono ornati con mosaici che illustrano la storia del volo e le gesta dell'aviazione avvenute tra la prima e la seconda guerra mondiale, realizzati, con tessere bianche e nere, dalla scuola di Spilimbergo. Dall'atrio si può accedere ad una sala, detta "Aula Mappamondi", alle cui pareti sono disegnati dei planisferi. Al secondo piano si trova una stanza, un tempo classe di scienze, dove è disegnata la tavola periodica degli elementi. In quest'ala ha sede oggi il Liceo ginnasio Giovan Battista Morgagni.

### L'ingresso di viale Roma
Questo ingresso invece presenta tre pilastri in travertino di Rapolano, separato dalla strada da alcuni gradini. Da questo ingresso, di rappresentanza, si accede ad un atrio detto "delle Costellazioni" dove il pavimento, in mosaico bianco e nero eseguito dalla scuola di Spilimbergo, rappresenta la carta celeste dell'emisfero meridionale. Nel soffitto invece è riprodotta a tempera quella dell'emisfero settentrionale. Nel piazzale antistante l'edificio in prossimità dell'ingresso si trova una statua rappresentante Icaro, opera dello scultore Francesco Saverio Palozzi, in memoria di Bruno Mussolini.